# Saison 2011 des Royals de Kansas City
La Saison 2011 des Royals de Kansas City est la 43e saison en ligue majeure pour cette franchise.
Avec 71 victoires et 91 défaites, les Royals passent de la cinquième à la quatrième position de la division Centrale de la Ligue américaine, ayant remporté quatre matchs de plus que la saison précédente. C'est néanmoins une huitième saison perdante de suite pour Kansas City et la 16e saison en 17 ans avec plus de matchs perdus que de gagnés.

## Intersaison

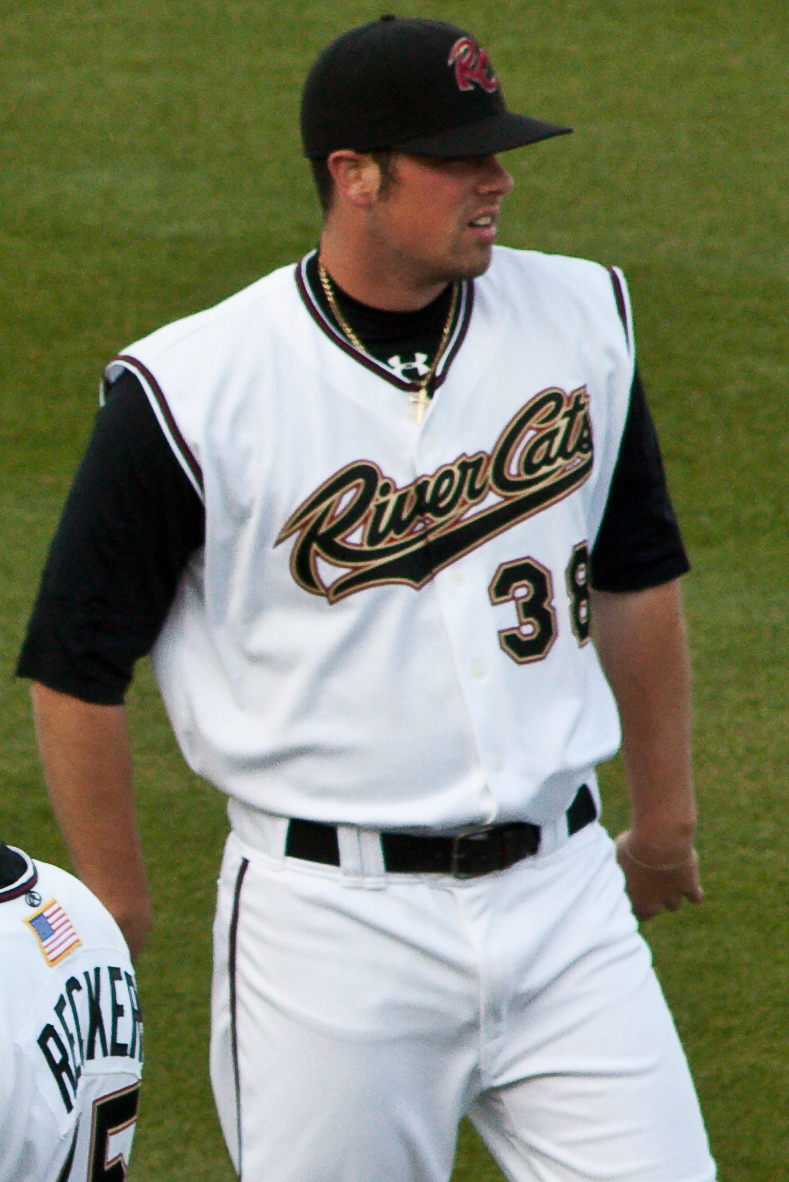
Vin Mazzaro rejoint les Royals.

### Arrivées
Le lanceur Vin Mazzaro rejoint les Royals le 10 novembre 2010 à la suite d'un échange avec les Athletics d'Oakland contre David DeJesus.
Le joueur de champ droit Jeff Francoeur signe à Kansas City le 8 décembre un contrat d'un an contre 2,5 millions de dollars.
Devenu agent libre le 19 octobre, le voltigeur Melky Cabrera signe chez les Royals le 9 décembre un contrat d'un an contre 1,25 million de dollars.
Le 18 décembre, un échange impliquant plusieurs joueurs est officialisé. Jeremy Jeffress, Alcides Escobar, Lorenzo Cain et Jake Odorizzi rejoignent les Royals en retour de Zack Greinke et Yuniesky Betancourt au Brewers de Milwaukee.
Le receveur Matt Treanor qui commença sa carrière professionnelle en ligues mineures au sein de l'organisation des Royals rejoint Kansas City le 28 mars. Son contrat est vendu aux Royals par les Rangers du Texas.

### Départs
Le joueur de champ droit David DeJesus est échangé aux Athletics d'Oakland tandis que Zack Greinke et Yuniesky Betancourt sont échangés aux Brewers de Milwaukee.
Devenus agents libres à l'issue de la saison 2010, le joueur d'utilité Willie Bloomquist s'engage pour une saison chez les Diamondbacks de l'Arizona tandis que le lanceur partant Brian Bannister rejoint le club japonais des Yomiuri Giants.

### Prolongations de contrats
Le 14 janvier 2011, le lanceur Jeff Francis prolonge d'un an chez les Royals contre 2 millions de dollars.

### Cactus League
33 rencontres de préparation sont programmées du 27 février au 29 mars à l'occasion de cet entraînement de printemps 2011 des Royals.
Avec 20 victoires et 10 défaites, les Royals terminent premiers de la Cactus League et enregistrent la meilleure performance des clubs de la Ligue américaine.

## Saison régulière

### Classement
| Ligue américaine (Division Centrale) | V  | D  | %    | GB |
| ------------------------------------ | -- | -- | ---- | -- |
| Tigers de Détroit                    | 95 | 67 | .586 | -  |
| Indians de Cleveland                 | 80 | 82 | .494 | 15 |
| White Sox de Chicago                 | 79 | 83 | .488 | 16 |
| Royals de Kansas City                | 71 | 91 | .438 | 24 |
| Twins du Minnesota                   | 63 | 99 | .389 | 32 |

### Résultats
| Légende             | Légende            | Légende       |
| victoire des Royals | défaite des Royals | match reporté |
| ------------------- | ------------------ | ------------- |

#### Mai
| #  | Date    | Adversaire | Score  | Victoire       | Défaite      | Sauvetage | Affluence | Bilan |
| -- | ------- | ---------- | ------ | -------------- | ------------ | --------- | --------- | ----- |
| 28 | 1er mai | Twins      | 3 - 10 | Hochevar (3-3) | Pavano (2-3) |           | 18 108    | 15-13 |
| 29 | 3 mai   | Orioles    |        |                |              |           |           |       |
| 30 | 4 mai   | Orioles    |        |                |              |           |           |       |
| 31 | 5 mai   | Orioles    |        |                |              |           |           |       |
| 32 | 6 mai   | Athletics  |        |                |              |           |           |       |
| 33 | 7 mai   | Athletics  |        |                |              |           |           |       |
| 34 | 8 mai   | Athletics  |        |                |              |           |           |       |
| 35 | 10 mai  | @ Yankees  |        |                |              |           |           |       |
| 36 | 11 mai  | @ Yankees  |        |                |              |           |           |       |
| 37 | 12 mai  | @ Yankees  |        |                |              |           |           |       |
| 38 | 13 mai  | @ Tigers   |        |                |              |           |           |       |
| 39 | 14 mai  | @ Tigers   |        |                |              |           |           |       |
| 40 | 15 mai  | @ Tigers   |        |                |              |           |           |       |
| 41 | 16 mai  | Indians    |        |                |              |           |           |       |
| 42 | 17 mai  | Indians    |        |                |              |           |           |       |
| 43 | 18 mai  | Rangers    |        |                |              |           |           |       |
| 44 | 19 mai  | Rangers    |        |                |              |           |           |       |
| 45 | 20 mai  | Cardinals  |        |                |              |           |           |       |
| 46 | 21 mai  | Cardinals  |        |                |              |           |           |       |
| 47 | 22 mai  | Cardinals  |        |                |              |           |           |       |
| 48 | 24 mai  | @ Orioles  |        |                |              |           |           |       |
| 49 | 25 mai  | @ Orioles  |        |                |              |           |           |       |
| 50 | 26 mai  | @ Orioles  |        |                |              |           |           |       |
| 51 | 27 mai  | @ Rangers  |        |                |              |           |           |       |
| 52 | 28 mai  | @ Rangers  |        |                |              |           |           |       |
| 53 | 29 mai  | @ Rangers  |        |                |              |           |           |       |
| 54 | 30 mai  | @ Angels   |        |                |              |           |           |       |
| 55 | 31 mai  | @ Angels   |        |                |              |           |           |       |

## Draft
La Draft MLB 2011 se tient du 6 au 8 juin 2011 à Secaucus (New Jersey). Les Royals ont le cinquième choix.

## Affiliations en ligues mineures
| Niveau     | Equipe                      | Ligue                   | Manager        | Vic. | Déf. | Classement |
| ---------- | --------------------------- | ----------------------- | -------------- | ---- | ---- | ---------- |
| AAA        | Omaha Storm Chasers         | Pacific Coast League    | Mike Jirschele |      |      |            |
| AA         | Northwest Arkansas Naturals | Texas League            | Brian Poldberg |      |      |            |
| Advanced A | Wilmington Blue Rocks       | Carolina League         | Brian Rupp     |      |      |            |
| A          | Kane County Cougars         | Midwest League          | Vance Wilson   |      |      |            |
| Rookie     | AZL Royals                  | Arizona League          | Darryl Kennedy |      |      |            |
| Rookie     | Burlington Royals           | Appalachian League      | Nelson Liriano |      |      |            |
| Rookie     | Idaho Falls Chukars         | Pioneer League          | Brian Buchanan |      |      |            |
| Rookie     | DSL Royals                  | Dominican Summer League |                |      |      |            |